# داریو باندیرا
داریو باندیرا (ایتالیایی: Dario Bandiera؛ زادهٔ ۹ فوریهٔ ۱۹۷۰) بازیگر اهل ایتالیا است.
او در فیلم‌های معجزه ایتالیایی، راهنمای عشق و راهنمای عشق ۲ بازی کرده‌است.